# Torrepadre
Torrepadre ist ein Ort und eine nordspanische Landgemeinde (municipio) mit nur noch 67 Einwohnern (Stand: 2024) im Westen der Provinz Burgos in der Autonomen Gemeinschaft Kastilien-León.

## Lage und Klima
Der Ort Torrepadre liegt ca. 500 m südlich des Río Arlanza in der kastilischen Hochebene (meseta) gut 45 km (Fahrtstrecke) südwestlich der Provinzhauptstadt Burgos in einer Höhe von ca. 800 m; die historisch bedeutsame Kleinstadt Lerma ist nur gut 23 km in südöstlicher Richtung entfernt. Das Klima ist gemäßigt bis warm; Regen (ca. 490 mm/Jahr) fällt übers Jahr verteilt.

## Bevölkerungsentwicklung
| Jahr      | 1857 | 1900 | 1950 | 2000 | 2018 |
| Einwohner | 381  | 412  | 401  | 123  | 68   |

Die Mechanisierung der Landwirtschaft, die Aufgabe bäuerlicher Kleinbetriebe und der damit einhergehende Verlust von Arbeitsplätzen haben seit der Mitte des 20. Jahrhunderts zu einem deutlichen Rückgang der Einwohnerzahlen geführt (Landflucht).

## Wirtschaft
Die Einwohner der Landgemeinde leben hauptsächlich von der Landwirtschaft (Ackerbau, Viehzucht und Weinbau); die Gemeinde gehört zum Weinbaugebiet Arlanza (D.O.). Seit den 1960er Jahren spielt auch die sommerliche Vermietung von Ferienhäusern (casas rurales) eine gewisse wirtschaftliche Rolle.

## Geschichte
Über die Ursprünge des Ortes ist so gut wie nichts bekannt. Keltische, römische, westgotische und selbst maurische Spuren fehlen. Im frühen 10. Jahrhundert wurde die Gegend von den Christen unter der Führung von König Alfons III. zurückerobert (reconquista) und anschließend neu- oder wiederbesiedelt (repoblación); in dieser Zeit entstand wahrscheinlich der Ort. Am 25. März 1608 verkaufte Philipp III. die Grundherrschaft (señorio) über Torrepadre und mehr als 300 weitere Orte an Francisco Gómez de Sandoval y Rojas, den Herzog von Lerma.

## Sehenswürdigkeiten

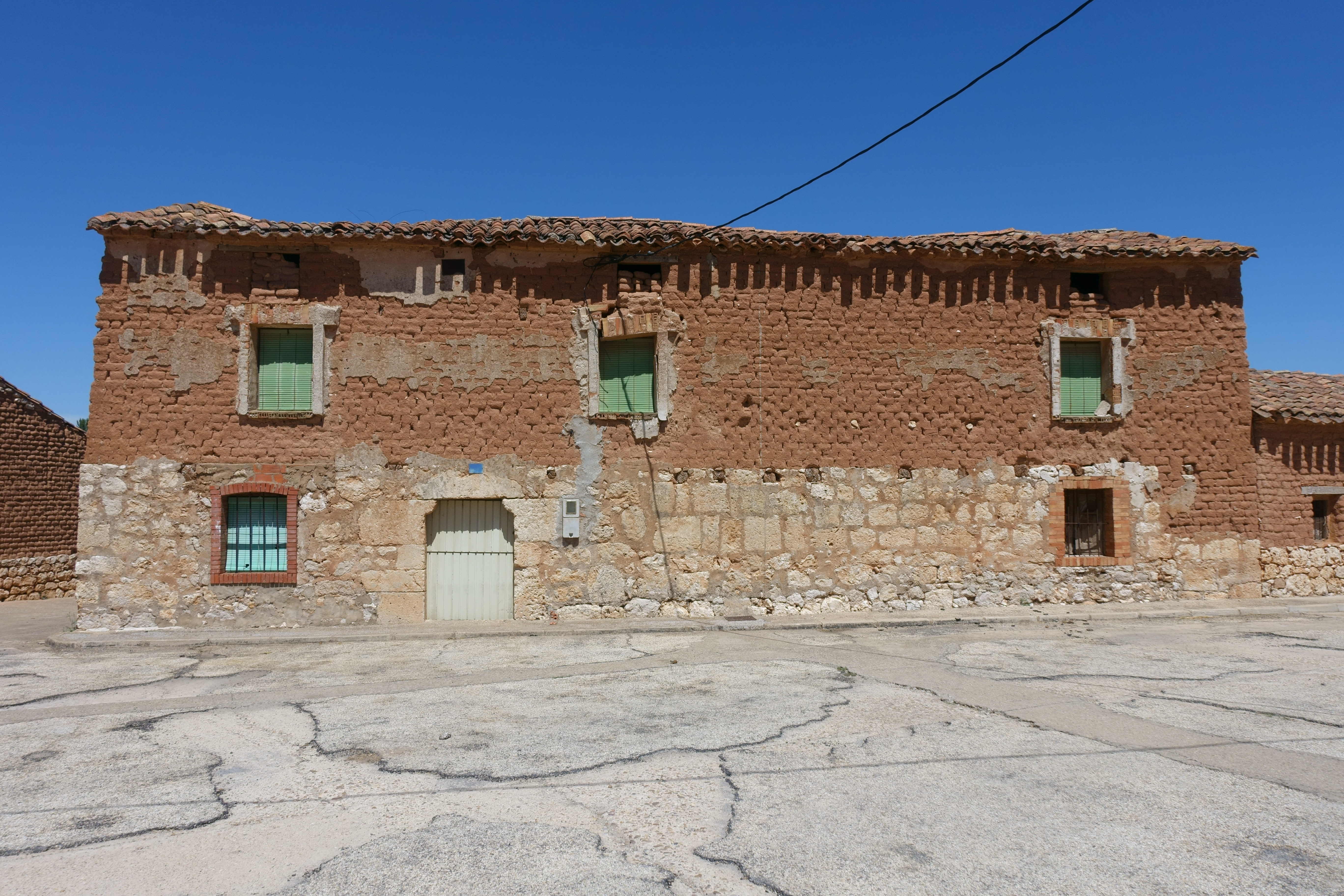
Torrepadre – altes Haus mit steinernen Grundmauern, aber darauf aufruhenden Wänden aus Lehmziegeln

- Die einschiffige Iglesia de San Esteban entstand im 15./16. Jahrhundert und ist aus exakt behauenen Steinen errichtet. Die von einem Glockengiebel (espadaña) überhöhte, aber portallose Fassade und die Außenwände sind durch Strebepfeiler bzw. durch das leicht aus der Mauerflucht hervortretende, aber insgesamt schmucklose Südportal stabilisiert.
- Im Ort stehen noch einige wenige ältere Häuser mit steinernen Grundmauern, aber darauf aufruhenden Wänden aus ehemals verputzten Lehmziegeln.
- Am Ortsrand befinden sich einige Erd- bzw. Felsenkeller (bodegas) mit Natursteinfassaden.

Umgebung
- Ca. 15 km nordwestlich de Ortes steht die in Teilen präromanische Kapelle Santa María de Retortillo.